# Hans Goetz
Hans Goetz (* 4. Mai 1883 in Augsburg; † 24. Januar 1944 in München) war ein deutscher Ingenieur, Ministerialbeamter und Leiter des Landwirtschaftsamtes im Wehrkreis VII München und Leiter des Führungsstabs Wirtschaft.

## Leben

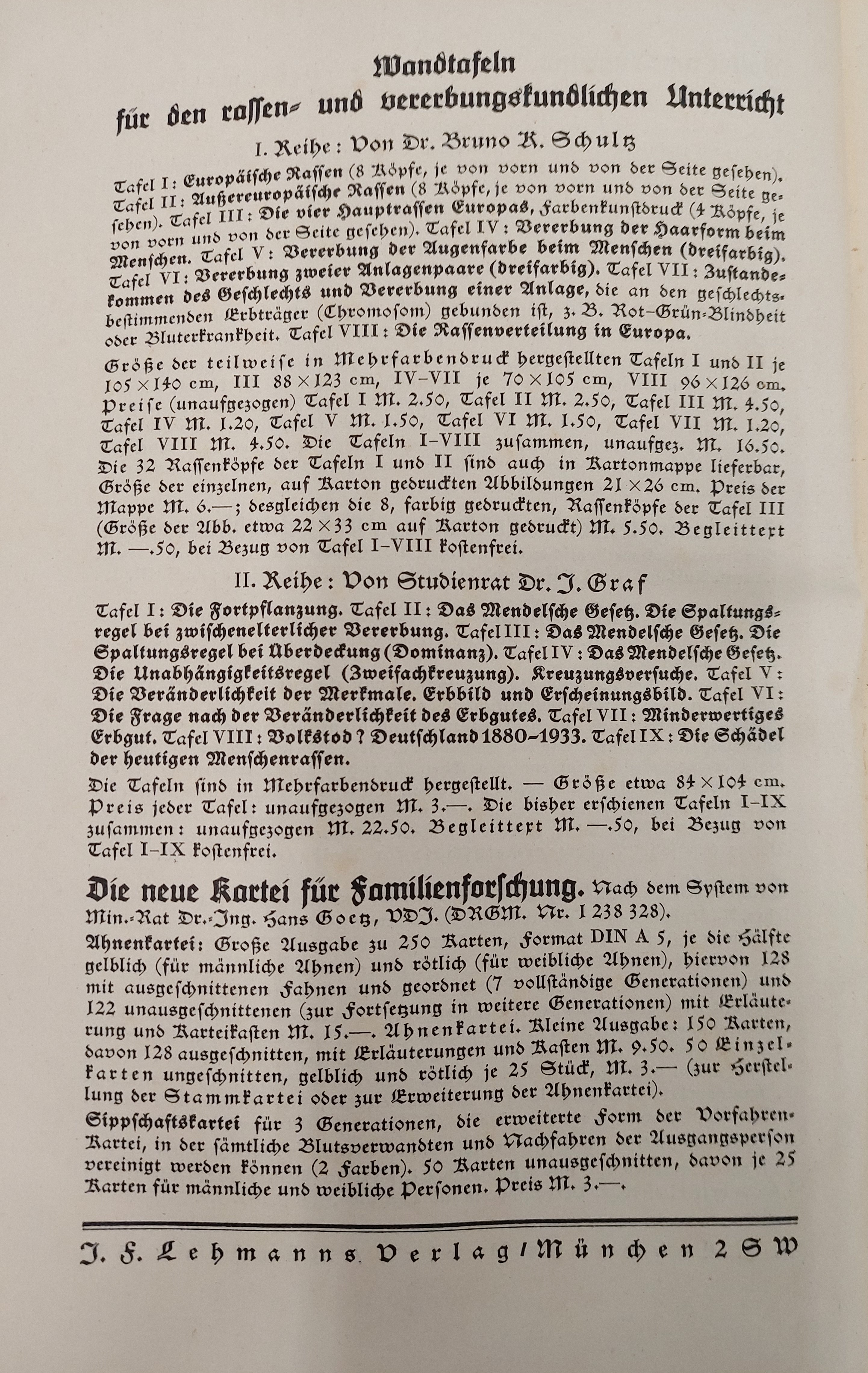
Anzeige für sein rassistisches Karteisystem (1936)

Nach dem Abitur und anschließendem Besuch einer Industrieschule absolvierte Hans Goetz ein Studium an der Technischen Hochschule München, trat 1907 in die Laufbahn eines technischen Gewerbeaufsichtsbeamten ein und wurde Gewerbeinspektor bei der Zentralstelle für Industrie, Gewerbe und Handel. 1909 promovierte er mit der Dissertation „Theoretische Untersuchung einer Bonjour-Lachaussée-Dampfmaschine auf Massendruck der Steuerung und Resonanz des Regulators“ zum Dr. rer. nat. Im Dezember 1914 als Gewerberat und Akzessist im Bayerischen Staatsministerium des Äußern tätig, war er in den Jahren von 1916 bis 1920 Vorstand der Staatlichen Vermittlungsstelle für militärische Lieferungen, wurde dort  1919 Regierungsrat, Oberregierungsrat und Ministerialrat.
Nach der Rückkehr im Juli 1928 ins Staatsministerium des Äußern kam im April 1933 die Versetzung in das Staatsministerium für Wirtschaft (Abteilung für Handel, Industrie und Gewerbe). Dort blieb er bis zu seiner Versetzung in den einstweiligen Ruhestand zum 1. August 1934. Goetz wechselte in den Reichsdienst und wurde zunächst kommissarischer Leiter der Außenstelle des Reichswirtschaftsministeriums. Im September 1938 in den bayerischen Staatsdienst zurückgekehrt, wurde er mit der kommissarischen Wahrnehmung der Dienstgeschäfte des Regierungsdirektors der wehrwirtschaftlichen Abteilung im bayerischen Wirtschaftsministerium beauftragt. 1939 wurde er dort Leiter des Bezirkswirtschaftsamts für den Wehrkreis VII München bzw. Landwirtschaftsamtes und Leiter des Führungsstabes Wirtschaft.
Am 27. März 1942 verfügte Ministerpräsident Paul Giesler seine Beurlaubung und die Übergabe der Geschäfte des Führungsstabes Wirtschaft und des Landwirtschaftamts an seinen Stellvertreter. Zugleich wurde Goetz bis auf Weiteres zum Oberpräsidium Kattowitz abgeordnet und mit der Leitung der Preisbildungsstelle beauftragt. Im Juni 1942 definitiv von seinen Aufgaben entbunden, war er später als Regierungsdirektor im Staatsministerium des Innern eingesetzt, wo er im September 1943 auf eigenen Wunsch in den Ruhestand verabschiedet wurde.
Goetz wurde 1939 Mitglied der Nordischen Gesellschaft.